# 近藤大雅
近藤 大雅（こんどう たいが、2005年9月18日 - ）は、兵庫県出身のプロ野球選手（捕手・育成選手）。右投右打。横浜DeNAベイスターズ所属。

## 経歴

### プロ入り前
中学時代は神戸市立上野中学校に在籍し、硬式野球チーム・神戸甲南ボーイズでは全国大会に出場。
専修大学北上高等学校では1年生秋から投手として公式戦に出場したが、チーム事情により2年生秋から捕手に転向。3年生夏の岩手県大会では出場全3試合でマスクを被り、打率.444・2打点を記録した。甲子園・全国大会出場は無し。
2023年10月26日に開催されたドラフト会議にて、横浜DeNAベイスターズから育成5位指名を受けた。11月17日に支度金300万円、年俸340万円で仮契約した（金額は推定）。背番号は、目標としている甲斐拓也が育成時代に着けていた130となった。担当スカウトは河野亮。

### DeNA時代
2024年はイースタン・リーグで5試合に出場。安打は放てなかった。

## 選手としての特徴
二塁送球タイム1秒9台前半を誇る強肩捕手。

## 詳細情報

### 背番号
- 130（2024年[5] - ）